# Острови Кошікіджіма
Острови Кошікіджіма (яп. 甑島列島, こしきじまれっとう, Koshikijima-rettō) — архіпелаг островів у Східнокитайському морі, розташований за 38 кілометрів (21 морська миля; 24 милі) на захід від портового міста Ічікікусікіно, Кагосіма .

## Великі острови
| Острів                   | Координати                                                                | площа, км² | населення (2010) |
| ------------------------ | ------------------------------------------------------------------------- | ---------- | ---------------- |
| Камі-кошікі (яп. 上甑島) | 31°50′05″ пн. ш. 129°53′20″ сх. д. / 31.834790° пн. ш. 129.888989° сх. д. | 45.08      | 2488             |
| Нака-кошікі (яп. 中甑島) | 31°48′08″ пн. ш. 129°49′38″ сх. д. / 31.802107° пн. ш. 129.827191° сх. д. | 7.29       | 308              |
| Шімо-кошікі (яп. 下甑島) | 31°42′15″ пн. ш. 129°43′25″ сх. д. / 31.704047° пн. ш. 129.723703° сх. д. | 66.27      | 2780             |

## Малі острови
Усі малі острови станом на 2017 рік незаселені.
| Острів                                  | Координати                                                                | площа, км² |
| --------------------------------------- | ------------------------------------------------------------------------- | ---------- |
| Но (яп. 野島)                           | 31°51′58″ пн. ш. 129°57′38″ сх. д. / 31.866071° пн. ш. 129.960427° сх. д. | 0.11       |
| Чіка (яп. 近島)                         | 31°51′05″ пн. ш. 129°57′01″ сх. д. / 31.851494° пн. ш. 129.950236° сх. д. | 0.10       |
| Футаґо (яп. 双子島)                     | 31°51′44″ пн. ш. 129°58′34″ сх. д. / 31.862180° пн. ш. 129.976023° сх. д. | 0.05       |
| Окіношіма (яп. 沖の島)                  | 31°51′52″ пн. ш. 129°59′03″ сх. д. / 31.864498° пн. ш. 129.984074° сх. д. | 0.02       |
| Бенкей (яп. 弁慶島)#                    | 31°46′25″ пн. ш. 129°50′04″ сх. д. / 31.773680° пн. ш. 129.834574° сх. д. | 0.02       |
| Касето (яп. 筒島)                       | 31°52′01″ пн. ш. 129°57′12″ сх. д. / 31.866938° пн. ш. 129.953346° сх. д. | 0.02       |
| Камінь Наполеона (яп. ja, ナポレオン岩) | 31°42′11″ пн. ш. 129°41′14″ сх. д. / 31.703060° пн. ш. 129.687216° сх. д. | 0.01       |
| Юрашіма (яп. 由良島)                    | 31°44′35″ пн. ш. 129°45′19″ сх. д. / 31.743005° пн. ш. 129.755239° сх. д. | 0.01       |
| Мацушіма (яп. 松島)                     | 31°52′00″ пн. ш. 129°56′54″ сх. д. / 31.866748° пн. ш. 129.948315° сх. д. | 0.004      |

1. Схоже, що зазнає значної ерозії і може зникнути.

## Історія
Колись острови складалися з 14 сіл, що належали повіту Сікідзіма, провінція Сацума у період Мейдзі. У 1889 році острови були об'єднані у села Камі-Кошікі та Сімо-Кошікі. У 1897 році острови були об'єднані з повітом Сацума. Пізніше села Касіма і Сато розділилися, загалом на чотири села. Пізніше відокремилися села Касіма і Сато, загалом чотири села. У 2004 році, під час "великого злиття Хейсей", села були об'єднані з містом Сацума-Сендай узбережжі Кюсю.

## Екологічна значимість
BirdLife International визнала острови важливою орнітологічною територією (IBA), оскільки на них живуть популяції японських лісових голубів і коників Плеске. 

## Туризм
Круїзний маршрут з відвідуванням багатьох мальовничих прибережних скель і острівців доступний з острова Сімо-Кошікі. 